# Герундий
Геру́ндий (лат. gerundium, от лат. gero — «несу») — одна из имеющихся во многих языках (английский, испанский, французский, латинский и др.) нефинитных (безличных) форм глагола.
Отглагольная часть речи (наряду с причастием и деепричастием), выражающая действие как предмет. Отвечает на вопрос осуществление чего? Сочетает в себе признаки существительного (в частности, синтаксическая роль в предложении) и глагола.

## Герундий и отглагольное существительное
Герундий иногда ещё называют отглагольным существительным, поскольку между этими грамматическими явлениями имеется сходство по некоторым параметрам, в том числе:
- семантическое — обе формы называют действие;
- морфологическое — у обеих форм могут быть общие флексии, выражающие идентичные грамматические категории;
- синтаксическое — обе формы употребляются в позициях, характерных для существительного (в функции подлежащего, дополнения, в том числе после предлогов, в функции именной части составного сказуемого; в сочетаниях с притяжательными местоимениями и под.).

Конкретный набор сходств и различий может варьироваться от языка к языку.
Тем не менее, у герундия в языках, в которых он выделяется, имеется ряд черт, который не позволяет поставить между ним и отглагольным существительным знак равенства, в частности:
- Герундий имеет регулярное формообразование, в то время как отглагольное существительное образуется от глагольной основы при помощи разнообразных способов словообразования (суффиксальным (леп-к-а), префиксальным (по-лёт), безаффиксальным (бег) и под.). Кроме того, от многих глагольных основ отглагольные существительные могут попросту не образовываться;
- Герундий имеет исключительно «процессуальное» значение (называет действие как процесс), в то время как значение отглагольного существительного нередко имеет более опосредованную связь со значением глагола, от основы которого оно образовано (ср. «сидение» (в результате сидения на холодном полу…) и «сиденье» (обивка сиденья…));
- Герундий, будучи морфологической формой глагола, сохраняет характерное для этого глагола управление (способ синтаксической связи с зависимыми словами), в то время как существительное его нередко модифицирует (например, меняет беспредложную связь на предложную), например (в англ. яз.):
They accused him of breaking the law. (герундий, беспредложное управление)
They accused him of a break OF the law. (отглагольное существительное, предложное управление)

На основании данных отличий герундий в грамматиках некоторых языков выделяют в особую безличную глагольную форму в системе грамматических форм глагола.

## Особенности герундия в различных языках

### Герундий в английском языке

#### Формообразование
Формообразование герундия в английском языке характеризуется исключительной регулярностью — путём добавления к основе инфинитива окончания -ing, например: doing, singing, flying, typing, lying и т. п. Некоторое исключение представляют собой глаголы, заканчивающиеся в инфинитиве на немое -е (выпадает: rate — rating) и на -ie (заменяется на -y-: tie — tying).
Кроме того, в английском возможно образование сложных конструкций вида герундий (ing-овая форма) глагола to be (быть) + страдательное причастие прошедшего времени, которые рассматриваются как герундий страдательного залога (в свою очередь сама ing-овая форма глагола — как герундий действительного залога).
Также конструируется перфектная форма герундия: having (герундий глагола «иметь») + страдательное причастие прошедшего времени.
Герундий в английском не употребляется в форме множественного числа, этим, в частности, он отличается от отглагольного существительного, полученного от герундия путём субстантивации, которое тоже (в единственном числе) заканчивается на -ing.

#### Формоупотребление
Наиболее характерной для герундия позицией в предложении является позиция предложного дополнения после сказуемого:
When the leaders saw it, they accused him of breaking the law.
В этом случае герундий подставляется вместо существительного, которое могло бы быть употреблено в этой позиции:
They accused him of treason.
После некоторых глаголов (like, dislike, loathe, start и т. д.) герундий употребляется в позиции беспредложного дополнения. И именно это употребление герундия представляет наибольшую сложность для изучающих английский язык в качестве иностранного, поскольку такое глагольное управление носит непредсказуемый характер и требует запоминания:

I loathe eating outdoors because it exposes my food to bugs.
Особую группу глаголов, требующих после себя герундий, образуют глаголы восприятия (see, hear, feel и т. д.). После них герундий также употребляется в позиции второго беспредложного дополнения, а позицию первого беспредложного дополнения занимает существительное или местоимение, называющее лицо, которое совершает действие, названное герундием:
I saw him dancing.
Следует помнить, однако, что вместо герундия на этом месте можно употребить инфинитив без 'to' (т. н. bare infinitive или голый инфинитив):
I saw him dance.
Относительно нехарактерной, но все же возможной позицией для герундия является позиция подлежащего, а также позиция именной части составного сказуемого:
Singing a song may help people to stop talking.
At this stage our wanting is wanting in the wrong way.
В некоторых случаях провести формальное различие между герундием и смежными формами (причастием, отглагольным существительным) затруднительно. Так, например, в следующем предложении

I also keep a checklist while writing a paper.
Грамматический статус слова writing зависит от того, считаем ли мы слово while предлогом (тогда это герундий), либо союзом (тогда — причастие). Ответить однозначно на эти вопросы невозможно, однако имеющаяся традиция обычно выбирает какой-то один вариант. В рассмотренном нами примере, в частности, writing признаётся причастием.

### Герундий в азербайджанском языке
В азербайджанском языке герундий (азерб. Məsdər) относится к основным формам глагола (азерб. Felin təsriflənməyən formaları). Имеет окончания «maq», «mək», присущие в азербайджанском языке неопределённой форме глагола.

### Герундий в латинском языке
В латинском языке герундий также представляет собой гибридную форму между именем существительным и глаголом. С существительным его сближает возможность употребляться с предлогами и склоняться по падежам. От глагола латинский герундий позаимствовал глагольное управление последующего дополнения и возможность употребления с наречием.

#### Формообразование
Герундий в латинском языке образуется от основы глагола настоящего времени при помощи суффикса -nd- и окончаний существительного на -о. У герундия, однако, отсутствует форма именительного падежа, вместо которой в латинском языке употребляется инфинитив настоящего времени действительного залога. Также редок дательный падеж. Винительный падеж употребляется с предлогами ad и ob.
|     | ед. число     | мн. число |                     |
| --- | ------------- | --------- | ------------------- |
| Nom | *legere       | —         | от глагола «читать» |
| Gen | legendi       | —         |                     |
| Dat | legendo       | —         |                     |
| Асс | (ad) legendum | —         |                     |
| Abl | legendo       | —         |                     |

### Имя действия в польском языке
Управляет родительным падежом прямого объекта и определяется прилагательным, но способно присоединять показатель возвратности и страдательности się.

### Имя действия в арабском языке
В арабском языке получило широкое развитие имя действия — отглагольное образование, называемое в этом языке масдар и обозначающее название действия и состояния, выражаемого глаголом. Обладая всеми свойствами имени, масдар вместе с тем имеет и ряд глагольных свойств (выражение действия, категория переходности, управление винительным падежом и родительным падежом с предлогом).
В то же время масдар относится к группе глагола и является, так же как причастие, глагольной формой. Но, в отличие от личных форм глагола, масдар обозначает действие вне связи со временем и лицом.
Масдар может получать конкретное значение, при этом происходит его субстантивация и он получает возможность употребляться в форме множественного числа.